# JTBC 금토 드라마
JTBC 금토 드라마는 JTBC에서 매주 금요일부터 토요일에 방송 중인 드라마 프로그램이다.

## 개요
미니 시리즈 드라마 형식으로 방송 중이다.

## 방송 시간
| 방송 채널 | 방송 기간                           | 방송 시간                                            | 방송 분량  |
| --------- | ----------------------------------- | ---------------------------------------------------- | ---------- |
| JTBC      | 2014년 12월 12일 ~ 2015년 5월 23일  | 매주 금요일 ~ 토요일 오후 9시 45분 ~ 오후 11시       | 1시간 15분 |
| JTBC      | 2015년 5월 29일 ~ 2015년 7월 11일   | 매주 금요일 ~ 토요일 오후 8시 40분 ~ 오후 9시 50분   | 1시간 10분 |
| JTBC      | 2015년 7월 17일 ~ 2017년 1월 28일   | 매주 금요일 ~ 토요일 오후 8시 30분 ~ 오후 9시 40분   | 1시간 10분 |
| JTBC      | 2017년 2월 24일 ~ 2019년 7월 13일   | 매주 금요일 ~ 토요일 오후 11시 ~ 오전 12시 20분      | 1시간 20분 |
| JTBC      | 2019년 8월 9일 ~ 2020년 9월 5일     | 매주 금요일 ~ 토요일 오후 10시 50분 ~ 오전 12시 20분 | 1시간 30분 |
| JTBC      | 2020년 9월 25일 ~ 2021년 6월 12일   | 매주 금요일 ~ 토요일 오후 11시 ~ 오전 12시 30분      | 1시간 30분 |
| JTBC      | 2022년 11월 18일 ~ 2022년 12월 25일 | 매주 금요일 ~ 일요일 오후 10시 30분 ~ 오전 12시      | 1시간 30분 |

## 프로그램 리스트
- 아래 프로그램은 2002년 11월 이후 시청 가능 연령을 표시하는 드라마 프로그램 등급 제도를 의무적으로 시행하여 현재까지 이어지고 있습니다.
- 2017년 3월 1일부터 TV 프로그램 등급 표시 외에 주제, 폭력성, 선정성, 언어, 모방 위험 등 분류 사유 표시를 의무적으로 시행하고 있습니다.

### 2010년대

#### 2014년
- 《하녀들》 : 2014년 12월 12일 ~ 2015년 3월 28일

#### 2015년
- 《순정에 반하다》 : 2015년 4월 3일 ~ 2015년 5월 23일
- 《사랑하는 은동아》 : 2015년 5월 29일 ~ 2015년 7월 18일
- 《라스트》 : 2015년 7월 24일 ~ 2015년 9월 12일
- 《디데이》 : 2015년 9월 18일 ~ 2015년 11월 21일

#### 2016년
- 《마담 앙트완》 : 2016년 1월 22일 ~ 2016년 3월 12일
- 《욱씨남정기》 : 2016년 3월 18일 ~ 2016년 5월 7일
- 《마녀보감》 : 2016년 5월 13일 ~ 2016년 7월 16일
- 《청춘시대》 : 2016년 7월 22일 ~ 2016년 8월 27일
- 《판타스틱》 : 2016년 9월 2일 ~ 2016년 10월 22일
- 《이번 주 아내가 바람을 핍니다》 : 2016년 10월 28일 ~ 2016년 12월 3일
- 《솔로몬의 위증》 : 2016년 12월 16일 ~ 2017년 1월 28일

#### 2017년
- 《힘쎈여자 도봉순》 : 2017년 2월 24일 ~ 2017년 4월 15일
- 《맨투맨》 : 2017년 4월 21일 ~ 2017년 6월 10일
- 《품위있는 그녀》 : 2017년 6월 16일 ~ 2017년 8월 19일
- 《청춘시대 2》 : 2017년 8월 25일 ~ 2017년 10월 7일
- 《더 패키지》 : 2017년 10월 13일 ~ 2017년 11월 18일
- 《언터처블》 : 2017년 11월 24일 ~ 2018년 1월 20일

#### 2018년
- 《미스티》 : 2018년 2월 2일 ~ 2018년 3월 24일
- 《밥 잘 사주는 예쁜 누나》 : 2018년 3월 30일 ~ 2018년 5월 19일
- 《스케치》 : 2018년 5월 25일 ~ 2018년 7월 14일
- 《내 아이디는 강남미인》 : 2018년 7월 27일 ~ 2018년 9월 15일
- 《제3의 매력》 : 2018년 9월 28일 ~ 2018년 11월 17일
- 《SKY 캐슬》 : 2018년 11월 23일 ~ 2019년 2월 1일

#### 2019년
- 《리갈 하이》 : 2019년 2월 8일 ~ 2019년 3월 30일
- 《아름다운 세상》 : 2019년 4월 5일 ~ 2019년 5월 25일
- 《보좌관》 : 2019년 6월 14일 ~ 2019년 7월 13일
- 《멜로가 체질》 : 2019년 8월 9일 ~ 2019년 9월 28일
- 《나의 나라》 : 2019년 10월 4일 ~ 2019년 11월 23일
- 《초콜릿》 : 2019년 11월 29일 ~ 2020년 1월 18일

### 2020년대

#### 2020년
- 《이태원 클라쓰》 : 2020년 1월 31일 ~ 2020년 3월 21일
- 《부부의 세계》 : 2020년 3월 27일 ~ 2020년 5월 16일
- 《고백부부》 : 2020년 5월 22일 ~ 2020년 6월 27일
- 《우아한 친구들》 : 2020년 7월 10일 ~ 2020년 9월 5일
- 《경우의 수》 : 2020년 9월 25일 ~ 2020년 11월 28일
- 《허쉬》 : 2020년 12월 11일 ~ 2021년 2월 6일

#### 2021년
- 《괴물》 : 2021년 2월 19일 ~ 2021년 4월 10일
- 《언더커버》 : 2021년 4월 23일 ~ 2021년 6월 12일

#### 2022년
- 《재벌집 막내아들》 : 2022년 11월 18일 ~ 2022년 12월 25일 (금토일 드라마로 방송)

## 경쟁 프로그램
- KBS 2TV 금토 드라마
- MBC 금토 드라마
- SBS 금토 드라마
- TV조선 금토 드라마
- 채널A 금토 드라마
- MBN 금토 드라마
- tvN 금토 드라마
- ENA 금토 드라마